# Danny Mwanga
Jean-Marie Daniel Mwanga, detto Danny (Kinshasa, 17 luglio 1991), è un ex calciatore congolese (Repubblica Democratica del Congo), di ruolo attaccante.